# Rathaus (Gädheim)

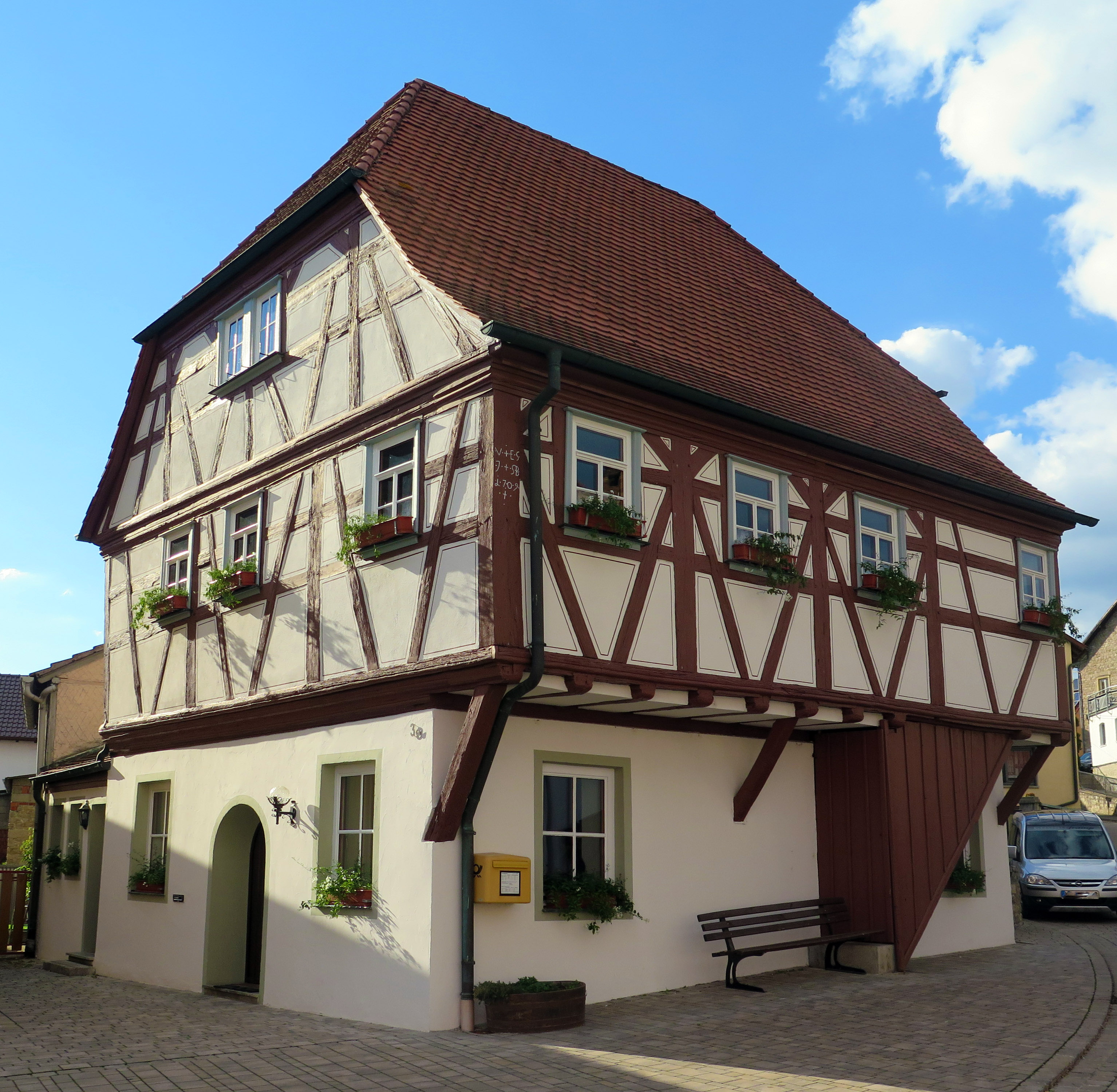
Ehemaliges Rathaus in Gädheim

Das Rathaus in Gädheim, einer Gemeinde im unterfränkischen Landkreis Haßberge in Bayern, wurde 1709 errichtet. Das ehemalige Rathaus und heutige Wohnhaus an der Dorfstraße3a ist ein geschütztes Baudenkmal.
Das zweigeschossige, traufständige Fachwerkhaus mit Halbwalmdach und vorkragendem Fachwerkobergeschoss hat Mannfiguren als Schmuck. Am Eckständer ist eine Inschrift mit der Jahreszahl 1709 zu sehen.